# Soligny-les-Étangs
Soligny-les-Étangs é uma comuna francesa na região administrativa de Grande Leste, no departamento de Aube. Estende-se por uma área de 15,94 km². Em 2010 a comuna tinha 248 habitantes (densidade: 15,6 hab./km²).